# وقود التدفئة

المنطقة المُحاطة بالنوافذ العالية على اليمين هي الجدار الخارجي الشرقي السابق لمنزل المحرك البخاري لعام 1901. أسفل اليمين يوجد خزان لزيت التدفئة مغلق.

وقود التدفئة هو نوع من أنواع الوقود الذي يحرق في المراجل (الغلايات) لغرض تدفئة المباني والمنشآت.
يتميز وقود التدفئة أنه ذو لزوجة منخفضة كما أنه سهل الاشتعال. يختلف تركيب وتصنيف وقود التدفئة حسب المعايير والأنظمة في الدول المختلفة. يرمز له في بعض الدول HHO.